# František Antonín Míča
František Antonín Míča (též Mitscha), uváděn dříve též chybně jako František Václav Míča (2. září 1696 Náměšť nad Oslavou – 15. února 1744 Jaroměřice nad Rokytnou), byl moravský hudební skladatel a kapelník.
Na domě, ve kterém v Jaroměřicích nad Rokytnou zemřel, byla v roce 1954 umístěna pamětní deska.

## Jméno
V literatuře byl dříve často uváděn jako František Václav Míča. Muzikoložka Jana Perutková ovšem v roce 2010 na základě studia primárních zdrojů a dobových dokumentů určila jako jeho skutečné jméno František Antonín Míča a zároveň korigovala kolísající uvádění data narození. V roce 1694 se totiž sice rodičům Míčovým narodil syn František Václav, ale ten patrně zemřel ještě coby kojenec. V roce 1696 se jim pak narodil další syn, jenž dostal jméno František Antonín. Tak je uveden i v matrice a takto se rovněž po celý život podepisoval.

## Život

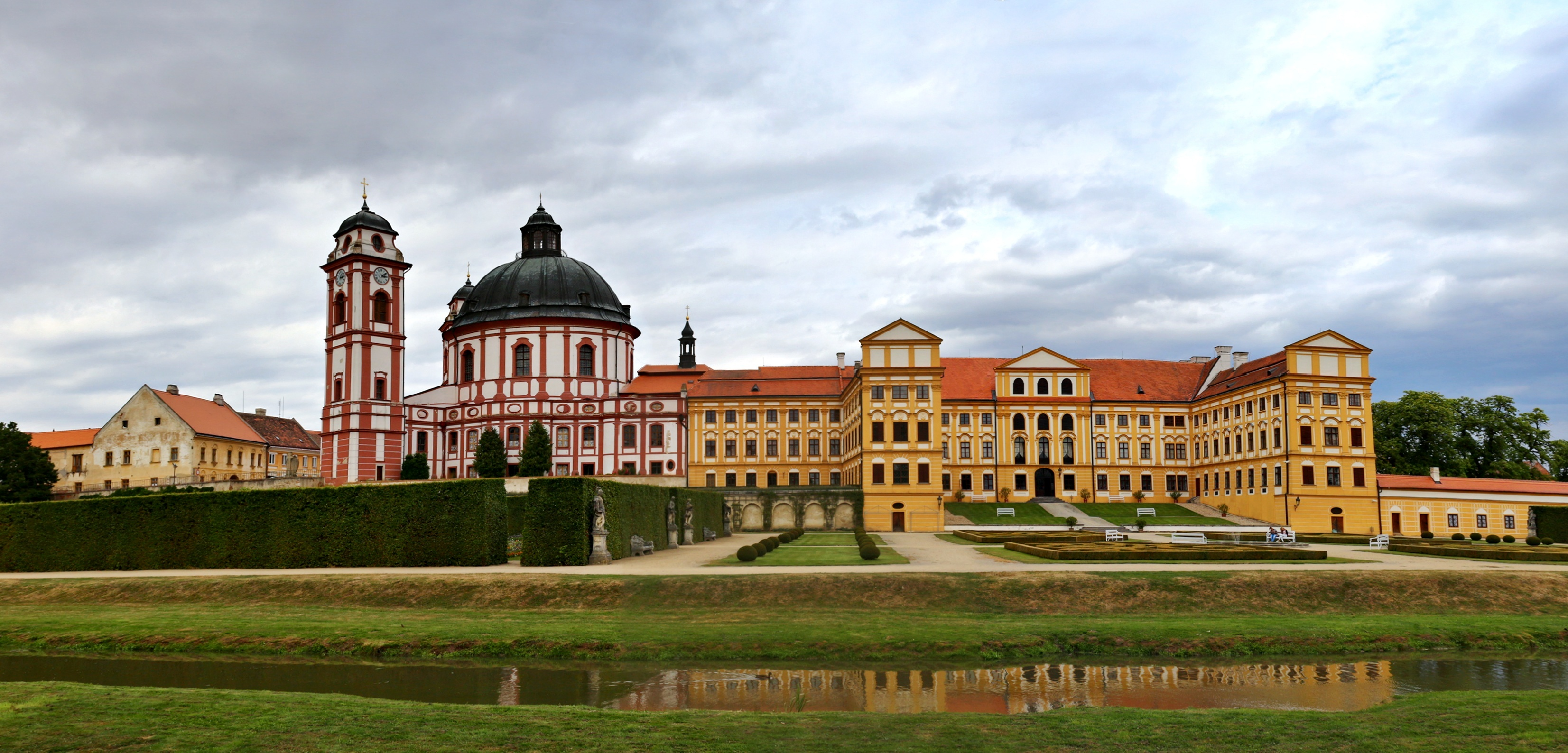
Jaroměřický zámek

První hudební vzdělání získal u svého otce Mikuláše Míči, varhaníka v Jaroměřicích. Stal se komorníkem hraběte Jana Adama z Questenbergu, se kterým odcestoval do Vídně. Účinkoval v jeho hraběcí kapele a dále si doplňoval hudební vzdělání. Jeho kompoziční školení u císařského dvorního vicekapelníka Antonia Caldary či dvorního theorbisty a skladatele Francesca Bartolomea Contiho nelze pramenně doložit. Nejpravděpodobnější je, že se učil přímo na hudebních kompozicích, které nastudovával. Nejpozději od roku 1722 působil v Jaroměřicích u hraběte Questenberga jako kapelník, skladatel, upravovatel hudebních děl a tenorista.
Hrabě Johann Adam z Questenbergu (1678–1752) nechal na svém panství v Jaroměřicích nad Rokytnou uvádět operní produkce nejpozději od roku 1722. Byly tu na pořadu opery předních italských autorů, z nichž někteří komponovali svá díla přímo pro Jaroměřice (byl to např. císařský dvorní vicekapelník Antonio Caldara, Ignazio Conti nebo slavný neapolský skladatel Domenico Natale Sarro). Hudební provoz na jaroměřickém zámku byl velmi rušný a srovnatelný dokonce s panovnickým dvorem. To dokazuje mj. také rozsáhlý muzikologický výzkum započatý v roce 2005 v rámci grantového projektu „Italská opera na Moravě v 1. polovině 18. století“, jehož unikátním objevem je nález operních partitur pocházejících přímo ze sbírky hraběte Questenberga. Doposud bylo zejména ve vídeňských archivech a knihovnách identifikováno více než čtyřicet questenberských operních partitur.
František Míča se v roce 1723 oženil s dcerou jaroměřického hejtmana Jana Josefa Stampy Terezou. Po její smrti se v roce 1740 znovu oženil s Veronikou Noglovou. Měl celkem 11 dětí, z toho osm z prvního manželství a tři z druhého manželství. Z prvního manželství se narodili následující potomci:
1. Jan Adam (* 7. prosince 1725)
2. Marie Antonie (* 18. května 1727)
3. Marie Karolína (* 20. září 1728)
4. Marie Anna Františka (* 13. srpna 1731)
5. František Ondřej Karel (* 16. září 1732)
6. Marie Barbora (* 26. srpna 1734)
7. Valpurga Viktorie (* 22. prosince 1736)
8. Zikmund Karel František (* 9. říjen 1739)

Z druhého manželství se narodil syn Zikmund František (* 10. února 1741) a dcera Reparata Johana (* 7. května 1742), jako pohrobek dcera Antonie Eva (* 10. března 1744).
Zemřel v Jaroměřicích 15. února 1744.

## Dílo
Komponoval především gratulační skladby – tzv. serenaty určené pro oslavy jmenin šlechtického majitele panství, případně jeho choti – a dále tzv. sepolkra (oratoria provozovaná v pašijovém týdnu, především na Zelený čtvrtek a Velký Pátek u Božího hrobu) Řada jeho děl se nedochovala. Ve své hudebně dramatické tvorbě navazoval především na hudbu barokních mistrů. Jeho vzory byli skladatelé jako Johann Adolph Hasse, Antonio Vivaldi, Antonio Caldara, Francesco Bartolomeo Conti ad. V roce 1730 zkomponoval italskou operu L’origine di Jaromeritz in Moravia, která záhy zazněla i v překladu do češtiny (O původu Jaroměřic na Moravě) a je považována za první operu provozovanou v českém jazyce. Je známo, že Míča napsal další opery, dokonce na české texty, bohužel se nedochovaly nebo nebyly v dosud nedostatečně prozkoumaných zámeckých archivech objeveny.
Míča respektoval kompoziční principy opery seria (árie da capo, koloratury, většinou recitativy secco, v duchu dobové tradice práce s afekty a hudebně rétorickými figurami). Jeho hudební vyjadřování má ovšem v souladu s modernějšími dobovými tendencemi zjednodušenou fakturu. Sazba je homofonní, témata periodická, častá je práce s progresívními rytmickými útvary – synkopami a triolami. Kontrapunkticky takřka nekomponoval, nanejvýš používal imitační techniku, ale vždy jen krátce a nedůsledně. Určitá uvolněnost Míčova zacházení s hudebními symboly již naznačuje pozvolné opouštění těchto skladebných principů v rámci slohového přechodu odehrávajícího se v první polovině 18. století.
Jeho kompozice korespondují do značné míry s termínem galantní styl. K hlavním znakům tohoto stylu patří určitá volnost kompoziční práce, kantabilní melodie a úsporná a jednoduchá harmonie distancující se od učeného a propracovaného slohu vrcholného baroka, zejména pak od polyfonie. Hudba měla být – řečeno jazykem dobových traktátů − určena spíše uším milovníků hudby než očím znalců. O galantním stylu se hovoří nejčastěji v souvislosti s komorní, eventuálně orchestrální hudbou komponovanou ve středoevropském, především pak německém prostoru. V oblasti italské opery let 1720–1740 je terminologie reprezentující slohový přechod dosti neujasněná a pojem galantní styl nepříliš frekventovaný. Za typického představitele těchto tendencí v italské opeře seria lze označit J. A. Hasseho. Galantní názvuky ovšem nacházíme i u vídeňských operních skladatelů (Caldara, Conti), a to často právě v menších vokálně instrumentálních dílech, jakými byly např. holdovací serenaty (rozhodujícím faktorem pro volbu kompozičního stylu v době baroka byl účel, pro který skladby vznikaly, a v neposlední řadě též objednavatel).
Často je mu doposud mylně připisováno autorství Sinfonie in Re. Tato symfonie byla nalezena roku 1939 na kůru v Pelhřimově s autorem uvedeným pouze jako Mitscha. Tiskem byla vydána v roce 1946 a český muzikolog Jan Racek ji zcela chybně označil jako dílo jaroměřického zámeckého kapelníka Františka Míči. Stylová analýza této skladby ovšem jednoznačně potvrzuje, že tento skladatel nemůže být v žádném případě jejím autorem. Zdá se pravděpodobnější, že symfonii zkomponoval o několik desítek let později – zřejmě v 70. letech 18. století – příbuzný kapelníka Františka, Jan Adam František Míča (v pramenech často označený pouze jako František Adam Míča).

### Dochovaná díla
- Bellezza e decoro – gratulační serenata – 1729
- L'origine di Jaromeriz (O původu Jaroměřic) – opera – 1730; dochován pouze fragment – 2 akty a 2 intermezza, 3. intermezzo a 3. akt jsou ztraceny
- Nel giorno natalizio – gratulační serenata – 1732
- Der glorreiche Nahmen Adami (Sieben Himmels Planeten und Vier Elemente) – gratulační serenata – 1734
- Operosa terni colossi moles – gratulační serenata – 1735
- Abgesungene Betrachtungen – sepolcro – 1727
- dva chrámové duety: Modo instar aquilarum (přetextovaný závěrečný duet ze serenaty Operosy terni colossi moles) a Memento, homo, animarum defunctarum (pravděpodobně jde o přetextování duetu z některé Míčovy nedochované světské kompozice)
- vložené árie do některých italských oper provozovaných v Jaroměřicích (tzv. gratulační licenzy v operách Demofoonte, jejímž autorem je G. Brivio, a Merope R. Broschiho).

### Nedochovaná díla
- Krátké rozjímání – sepolcro – 1728
- Obviněná nevinost – sepolcro – 1729
- Opera bez názvu – opera – 1729
- Oefteter Anstoss – sepolcro – 1730
- Zpívaná rozjímání – sepolcro – 1737
- baletní hudba